# Forte da Má Ferramenta

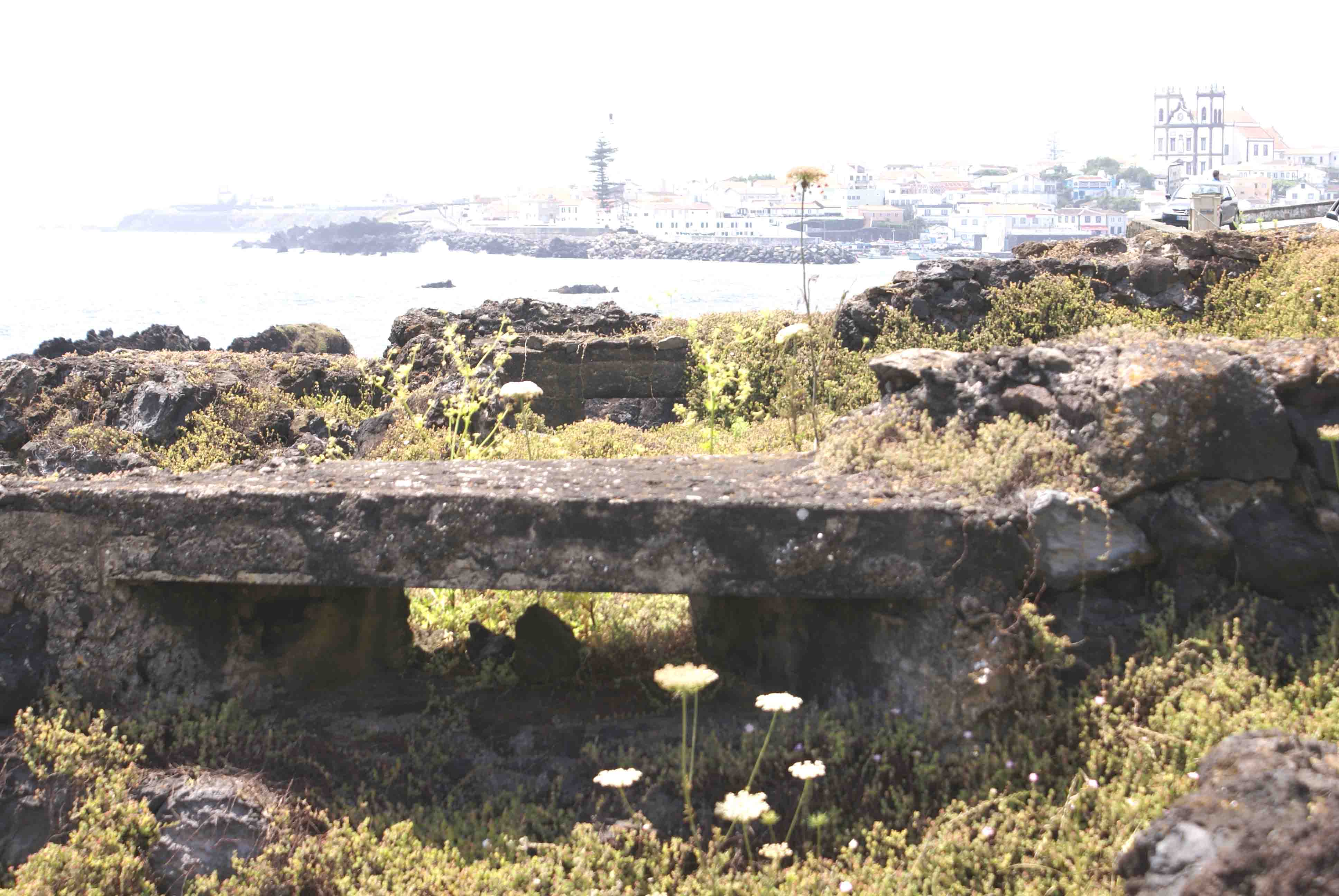
Forte da Má Ferramenta, Terceira: restos da muralha este.

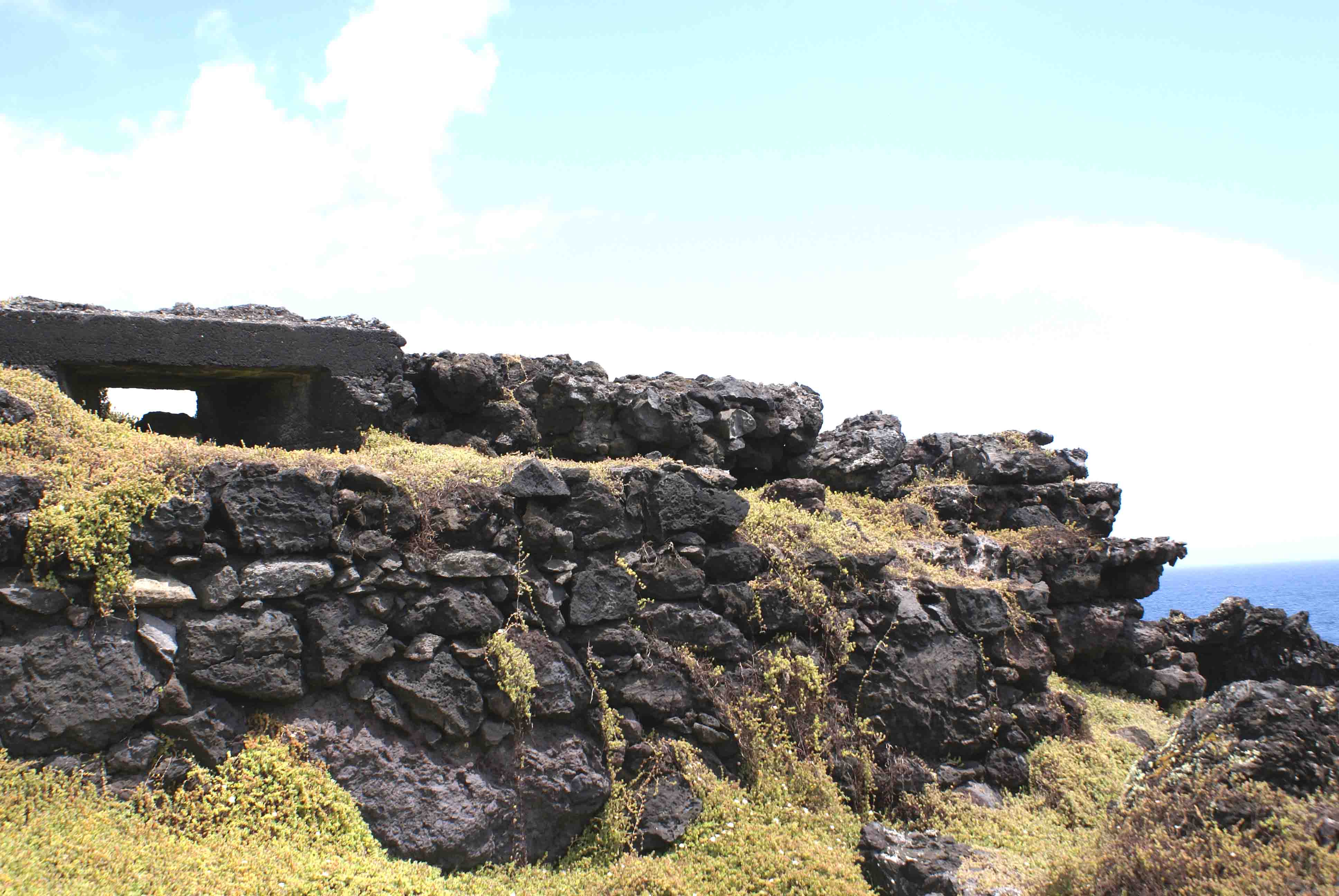
Forte da Má Ferramenta: restos da muralha oeste.

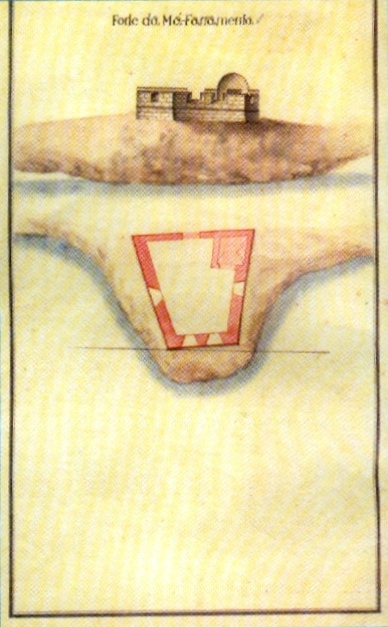
Forte da Má Ferramenta (José Rodrigo de Almeida, 1830, GEAEM).

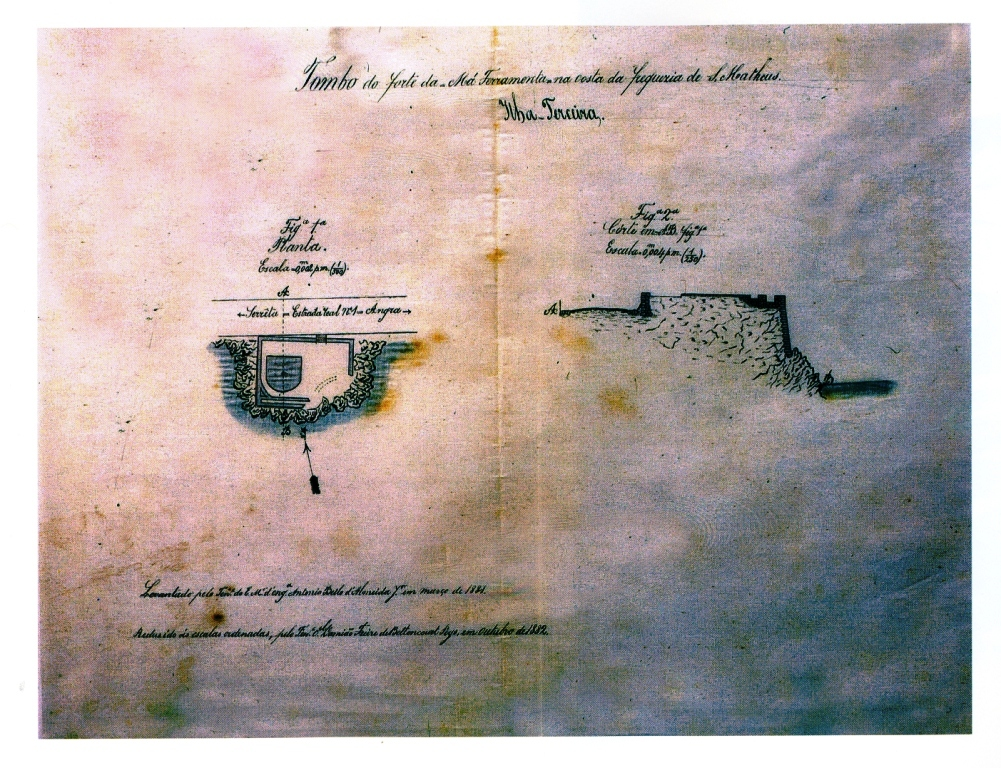
Planta do Forte da Má Ferramenta (António
Bello de Almeira Jr.; Damião Pego, 1881-1882).

O Forte da Má Ferramenta localiza-se no lugar do Bravio, próximo ao porto da freguesia de São Mateus da Calheta, concelho de Angra do Heroísmo, na costa sul da ilha Terceira, nos Açores.
Em posição dominante sobre este trecho do litoral, constituiu-se em uma fortificação destinada à defesa deste ancoradouro contra os ataques de piratas e corsários, outrora frequentes nesta região do oceano Atlântico.

## História
Desconhece-se a data precisa em que foi erguido. A sua técnica construtiva indica ser antigo, seguindo o modelo dos fortes do plano de Tommaso Benedetto. Admite-se, por essas razões, que remonte à época do então corregedor dos Açores, Ciprião de Figueiredo e Vasconcelos (c. 1581), ou, no mais tardar, ao período imediatamente a seguir à Restauração Portuguesa (1640).
Com a instalação da Capitania Geral dos Açores, o seu estado foi assim reportado em 1767:
"30º - Reducto da Má Ferramenta. Precisa porta nova, tem trez canhoneiras, trez peças de ferro capazes, com os seus reparos bons, precisa para se guarnecer tres artilheiros e doze auxiliares."
Encontra-se referido como "34. Reducto da má Farramenta" no relatório "Revista aos fortes que defendem a costa da ilha Terceira", do Ajudante de Ordens Manoel Correa Branco (1776), que lhe aponta os reparos necessários: "Ade mister quartel p.ª a guarda, o qual se deve fazer em lugar competente e portáo no parapeito, que deve ter por posionado pella parte da terra."
No contexto da Guerra Civil Portuguesa (1828-1834) voltou a revestir-se de importância estratégica, constando o seu alçado e planta na "Colecção de Plantas e Alçados de 32 Fortalezas dos Açores, por Joze Rodrigo d'Almeida em 1830", atualmente no Gabinete de Estudos de Arquitetura e Engenharia Militar, em Lisboa.
A "Relação" do marechal de campo Barão de Bastos em 1862 informa que se encontra "Em bom estado, mas precisa que os parapeitos do lado do mar sejam elevados a maior altura." E observa:
"Apenas consta de um barbete, onde se acha assentada uma peça de calibre 24 e merece ser conservado porque dista cerca de duas milhas da ponta de S. Diogo do Castello de S. João Baptista, cruza efficazmente os seus fogos com a dita ponta, defendendo tambem o porto do fanal e o da Silveira."
À época dos Tombos dos Fortes da Ilha Terceira (1881), já em 1883 era encarada a possibilidade de o Exército Português vir a proceder à venda das cantarias que iam desaparecendo, muitas delas subtraídas por particulares para a construção de residências.
No século XX, em 1939 iniciava-se o processo de devolução do imóvel ao Ministério das Finanças. Com a eclosão da Segunda Guerra Mundial, foi ocupado militarmente, restando deste período alguns elementos das construções em cimento.
A estrutura encontra-se atualmente em ruínas.

## Características
Do tipo abaluartado, a sua planta evoluiu do característico forte quinhentista, trapezoidal, com quatro canhoneiras e paiol abobadado encostado à gola, para uma plataforma lajeada destinada a suportar uma boca de fogo de grosso calibre jogando à barbeta, com as muralhas ao nível do terrapleno (estrutura existente em 1881). A área ocupada era de aproximadamente de 280 metros quadrados. O forte era acedido por uma escada que começava na valeta da estrada real nº 1.
Em tempos idos existia uma muralha orientada para o sul e outra para o este, provavelmente prolongando-se até se encontrarem, formando um forte de planta retangular, segundo os historiadores. No entanto, outros autores afirmam que as muralhas eram unidas por uma muralha curva.